# Periakvaduktální šedá hmota

Řez skrz superior colliculus okulomorotického nervu. PAG je šedá hmota vedle mozkového kanálu.

Periakvaduktální šedá hmota (PAG, řidč. periakvaduktální šeď) je jádro, které hraje rozhodující roli v autonomní funkci, motivovaném chování a reakcích chování na hrozící podněty. PAG je také primární kontrolní centrum pro sestupnou modulaci bolesti. Obsahuje buňky produkující enkefalin, které potlačují bolest.
Periakvaduktální šedá hmota je šedá hmota lokalizovaná kolem mozkového akvaduktu uvnitř tegmenta středního mozku. Proniká do jádra raphe magnus a obsahuje také sestupné autonomní trakty. Ascendentní vlákna bolesti a teploty spinothalamického traktu posílají informace do PAG prostřednictvím spinomesencefalického traktu (vlákna vycházejí z páteře a končí v PAG, v mezencefalonu neboli midbrainu).
Tato oblast byla použita jako cíl pro implantáty stimulující mozek pacientů s chronickou bolestí.

## Role v analgezii
Stimulace periaqueduktuální šedé hmoty středního mozku aktivuje neurony uvolňující enkefalin, které pronikají do jádra raphe v mozkovém kmeni. 5-HT ( serotonin ) uvolněný z jader raphe sestupuje do dorzálního rohu míchy, kde vytváří excitační spojení s „inhibičními interneurony “ umístěnými v Lamine II (substantia gelatinosa ). Po aktivaci tyto interneurony uvolňují buď enkefalin nebo dynorfin (endogenní opioidní neurotransmitery), které se vážou na opioidní receptory mu na axonech vstupujících vláken C a A-delta nesou signály bolesti z nociceptorů aktivovaných na periferii. Aktivace mju-opioidního receptoru inhibuje uvolňování susbtance P z těchto přicházejících neuronů prvního stupně a následně inhibuje aktivaci neuronu druhého stupně, který je zodpovědný za přenos signálu bolesti do spinothalamického traktu do ventroposteriolaterálu. jádro (VPL) thalamu. Nociceptivní signál byl potlačen předtím, než byl schopen dosáhnout kortikálních oblastí, které interpretovaly signál jako „bolest“ (jako je přední cingulate). Toto je někdy označováno jako Gate control v rámci teorie bolesti a je podporováno skutečností, že elektrická stimulace PAG má za následek okamžitou a hlubokou analgezii . Periaqueductal grey je také aktivován prohlížením zneklidňující obrazy spojené s bolestí.
Byly identifikovány tři známé druhy opioidních receptorů : mu (μ), kappa (K) a delta (5) . Syntetická léčiva opioidů a derivátů opioidů aktivují tyto receptory (možná přímým působením na PAG, kde jsou tyto receptory hustě exprimovány) za vzniku analgezie. Mezi tyto léky patří morfin, heroin (diacetylmorfin), petidin, hydrokodon, oxykodon a podobné sloučeniny snižující bolest.

## Úloha v obranném chování
Dorsální PAG neurony jsou aktivovány během různých obranných chování. Stimulace dorzálních a laterálních aspektů PAG může vyvolat obranné reakce charakterizované zmrazením imobility, běhu, skákání, tachykardie a zvýšením krevního tlaku a svalového tonusu . Na rozdíl od toho stimulace kaudálního ventrolaterálního PAG může vést k imobilnímu, uvolněnému držení těla známému jako klid, zatímco jeho inhibice vede ke zvýšené lokomotorické aktivitě.
Lézie kaudálního ventrolaterálního PAG mohou značně snížit podmíněné zmrazení, zatímco léze dorzálního aspektu mohou redukovat vrozené obranné chování, což prakticky „ zkroutí “ zvíře.

## Úloha v reprodukčním chování
Neurony PAG jsou excitovány endorfiny a opiátovými analgetiky . Hraje také roli v ženském kopulačním chování (viz chování Lordosy ) prostřednictvím cesty z jádra ventromedialu hypotalamu.

## Úloha v mateřství
PAG se může podílet na mateřském chování člověka. PAG obsahuje vysokou hustotu receptorů vasopressinu a oxytocinu a má přímé spojení s orbitofrontální kůrou, což by mohlo zprostředkovat roli PAG v mateřské lásce. Boční orbitofrontální kůra je aktivována příjemnými vizuálními, hmatovými a čichovými stimuly. Jeho odpověď závisí spíše na příjemnosti než na intenzitě stimulace. Zde její činnost pravděpodobně odráží jeden aspekt příjemných emocí spojených s mateřskou láskou.

## Další obrázky

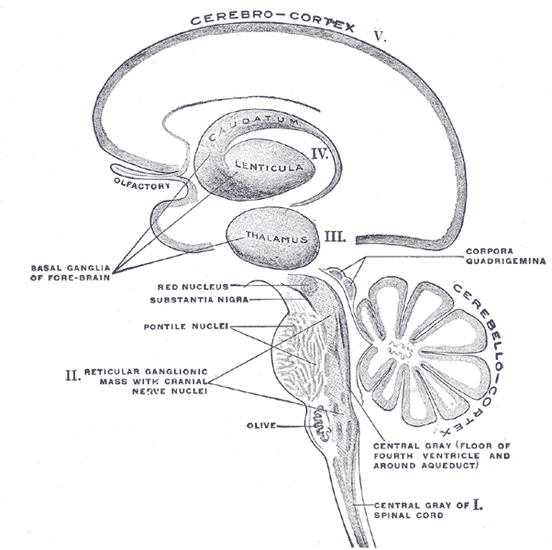
Schematické znázornění hlavních gangliových kategorií (I až V).
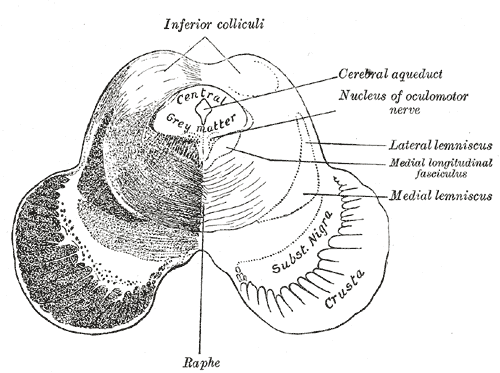
Příčný řez středním mozkem na úrovni dolních koliculi.
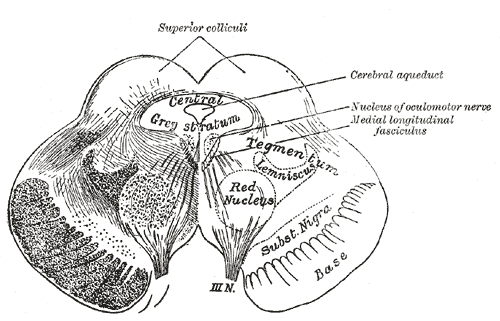
Příčná část mozku na úrovni nadřazených koliculi.
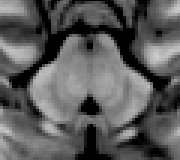
MRI část lidského mozku, zobrazující periaqueductal grey

## Další témata
- Rostrální ventromediální dřeň